# Незнайомці: Жорстокі ігри
«Незнайомці: Жорстокі ігри» — американський фільм жахів 2018 року про родину, яка залишилась на ночівлю в пустому кемпінгу та стала об'єктом переслідування трьох незнайомців у масках.

## Сюжет
Сінді та Майк вирішили вирушити в сімейну подорож з дітьми перед від'їздом доньки Кінсі на навчання. Свій час вони мають намір провести в парку трейлерів дядька та тітки, куди й прибувають пізно ввечері. Щоб не турбувати родичів, вони залишають для них голосове повідомлення. На прогулянці того ж вечора Кінсі та брат Люк знаходять трупи власників парку трейлерів. Батьки знаходять дітей в істериці. Сінді з Кінсі повертаються в трейлер, де на них чекала Лялечка з ножем. Вони ховаються в ванній. Дівчині вдається вислизнути через вікно, до того як нападниця вбиває Сінді.
На Майка та Люка нападає чоловік в масці, але знайдена зброя відлякує його. Вони повертаються в свій трейлер, де знаходять мертву Сінді. Батько з сином вирушають на машині на пошуки Кінсі. Не впоравшись з управлінням, автомобіль потрапляє в аварію. Майку не вдається вибратись і Люк самотужки шукає сестру. Чоловіка вбивають. Брат і сестра зустрічаються та їм вдається вбити маніяків. Вони потрапляють в лікарню, де чують знайомий стукіт у двері Лялечки.

## У ролях
| Актор             | Роль            |
| ----------------- | --------------- |
| Крістіна Гендрікс | Сінді           |
| Мартін Гендерсон  | Майк            |
| Бейлі Медісон     | Кінсі           |
| Льюїс Пуллман     | Люк             |
| Емма Белломі      | Лялечка         |
| Деміан Маффей     | Чоловік в масці |
| Лі Енслін         | Красуня         |
| Престон Садлеір   | офіцер Брукс    |

## Створення фільму

### Виробництво
Знімання фільму почали у червні 2017 року в Кентуккі, США та завершили 10 липня того ж року.

### Знімальна група
- Кінорежисер — Іоганнес Робертс
- Сценаристи — Браян Бертіно, Бен Кітай
- Кінопродюсери — Джеймс Гарріс, Вейн Марк Годфрей, Марк Лейн, Роберт Джонс, Раян Кавано
- Композитор — Едріан Джонстон
- Кінооператор — Раян Сеймул
- Кіномонтаж — Мартін Брінклер
- Художник-постановник — Фредді Вафф
- Артдиректор — Пол Лютер Джексон
- Художник-декоратор — Кей Вулфлі
- Художник з костюмів — Карла Шивенер
- Підбір акторів — Лорен Грей[4].

## Сприйняття
Фільм отримав переважно негативні відгуки. На сайті Rotten Tomatoes оцінка стрічки становить 35 % на основі 86 відгуків від критиків (середня оцінка 4,8/10) і 45 % від глядачів із середньою оцінкою 2,9/5 (1 394 голоси). Фільму зарахований «гнилий помідор» від кінокритиків та «розсипаний попкорн» від глядачів, Internet Movie Database — 5,6/10 (5 580 голосів), Metacritic — 48/100 (25 відгуків критиків) і 5,3/10 (34 відгуки від глядачів).